# Justified (음반)

Justified는 미국의 가수인 저스틴 팀버레이크의 데뷔 정규 음반이다. 2002년 11월 5일에 발매되었다.